# Kogorō Akechi
Kogorō Akechi (明智 小五郎 Akechi Kogorō?) es un personaje ficticio creado en 1924 por el escritor japonés Ranpo Edogawa. Se le considera como el personaje detectivesco más famoso de Japón, quien en obras posteriores fue el líder de un grupo de detectives conocido como el Shōnen Tantei-dan (少年探偵団 lit. El grupo de los jóvenes detectives?). Akechi también se ha convertido en un personaje célebre de la cultura pop japonesa a mediados del siglo XX, siendo posteriormente reformulado por otros creadores en distintos medios audiovisuales, tales como el cine y series de anime.

## Descripción
Kogorō Akechi apareció por primera vez en la historia corta El asesinato de la cuesta D (D坂の殺人事件 D-zaka no satsujin jiken?) en enero de 1925. En esta historia, el detective Akechi debe hacer frente a un crimen aparentemente imposible: el cadáver de una mujer aparece inexplicablemente en una habitación sin salida, además de que todos los testigos de alrededor juran no tener ninguna pista sobre lo ocurrido y ningún potencial sospechoso presenta un móvil consistente. Akechi continuó apareciendo en otras historias durante un cuarto de siglo.
Su creador, Ranpo Edogawa (seudónimo de Tarō Hirai), es considerado como el padre del género detectivesco en Japón; durante toda su vida fue un gran admirador de Sir Arthur Conan Doyle. Akechi tiene fama de ser el primer personaje detective en la ficción japonesa, cuyo carácter esta, claramente, inspirado por el de Sherlock Holmes de Doyle.
Al igual que Holmes, Akechi es un detective brillante pero bastante excéntrico que colabora con la policía en casos especialmente difíciles. Es un maestro del disfraz y experto en el arte del judo, cuyo genio le permite resolver casos aparentemente imposibles. También, como Holmes, Akechi hace uso de un grupo de jóvenes para recopilar información. Este grupo fue llamado por Doyle como "Los Irregulares de Baker Street", mientras que Edogawa los llamó Shōnen Tantei-dan (少年探偵団 lit. El grupo de los jóvenes detectives?). Akechi fuma cigarrillos egipcios cuando está pensando en un caso, tal como Holmes fuma su característica pipa.
Akechi es descrito como un hombre alto y apuesto de cejas voluptuosas que se viste bien. Está casado con una mujer llamada Fumiyo (文代) y vive con Yoshio Kobayashi, el líder del Shōnen tantei dan. Kobayashi casi siempre juega un papel muy importante en la resolución de casos, siendo similar a Watson de Holmes. Al igual que su mentor, es un experto en el arte del disfraz, con talento especial en disfrazarse como una mujer joven. Aparte de estas relaciones, poco se sabe de la vida personal de Akechi.
El enemigo más infame y recurrente del detective Akechi es "El demonio de veinte caras" (怪人二十面相 Kaijin ni-jū mensō?). El demonio es un criminal maestro cuyo don infalible para el disfraz puede haber sido inspirado por el personaje de Hamilton Cleek del autor Thomas W. Hanshew, el heroico pero amoral "hombre de cuarenta caras". El demonio es un criminal no violento que roba para demostrar su brillantez en lugar de por necesidad o dinero. Sin embargo, él y Akechi se profesan un respeto mutuo a lo largo de las historias. Las historias de Akechi generalmente toman lugar en la ciudad natal del detective, en Tokio, aunque algunas veces también en zonas rurales.

## En la cultura popular

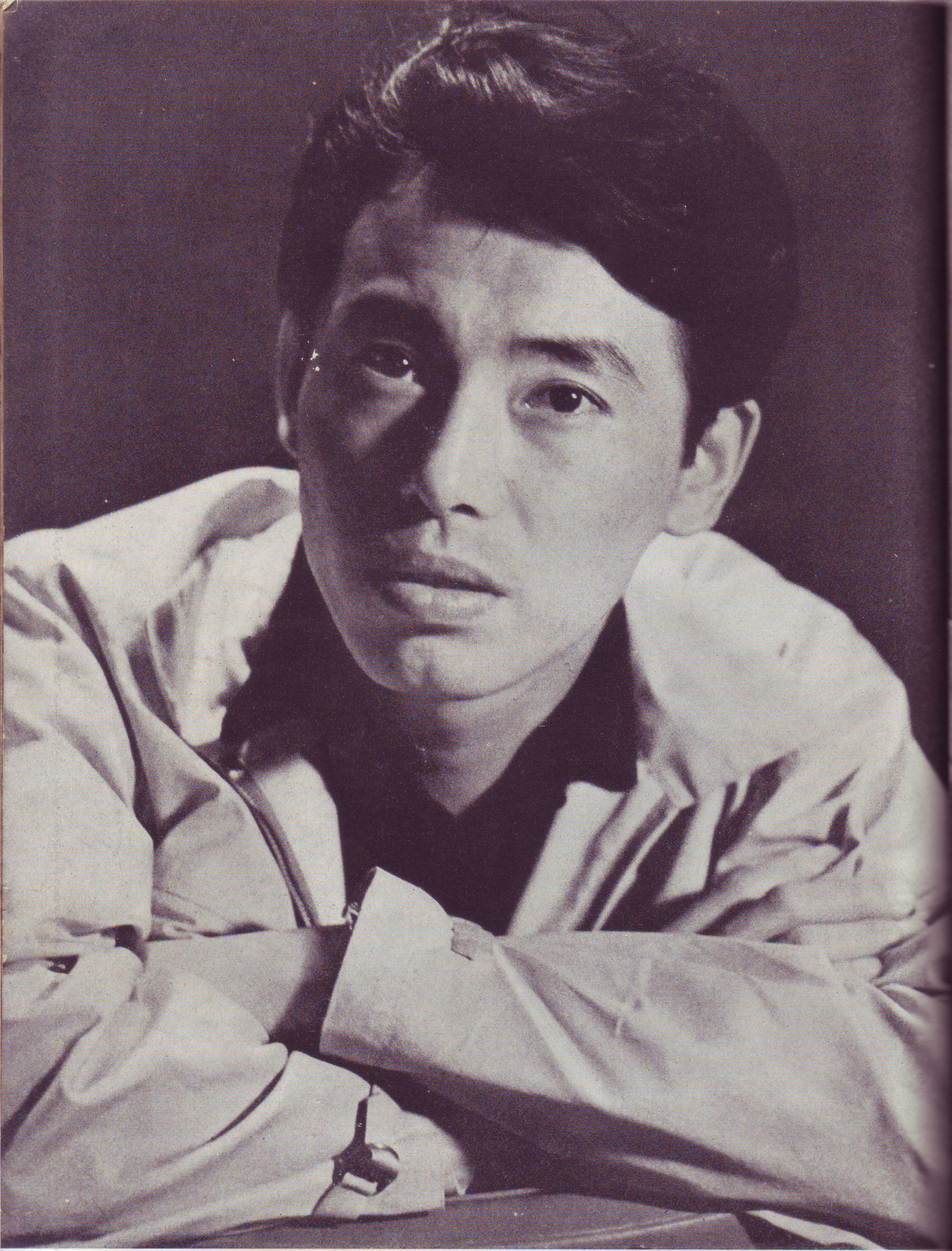
Isao Kimura, intérprete de Akechi en la película Black Lizard de 1968.

Akechi se ha convertido en un personaje célebre de la cultura pop japonesa. Han sido lanzadas varias películas basadas en sus aventuras, algunas de las cuales lo enfrentan con otros personajes ficticios, tales como el francés Arsène Lupin. El actor más conocido en interpretar al detective es Eiji Okada. Akechi también aparece como un personaje en la adaptación a serie de anime del manga Lupin III, y las referencias a su personaje son comunes en la ficción japonesa.
Otra película notable con Akechi como protagonista es la película de 1968, Black Lizard, dirigida por Kinji Fukasaku y protagonizada por Isao Kimura. La película fue una adaptación de la novela homónima de Edogawa, así como también de la obra de teatro adaptada por el conocido autor Yukio Mishima, quien también aparece brevemente en la película. La historia enfrenta al detective contra un criminal conocido como "Black Lizard", interpretado por Akihiro Miwa. La película se ha convertido en una película de culto y es muy apreciada por los fanáticos de las películas "kitsch" y "camp".
Otras referencias a Akechi también pueden encontrarse en la popular y longeva serie de manga de Gosho Aoyama, Detective Conan. Uno de los personajes, el detective Kogoro Mori, es un detective privado persistente y valiente, pero altamente corrupto y lujurioso, siendo una parodia de Akechi. El propio Akechi se destaca en el volumen dos del manga, en "Mystery Library", una sección de las novelas gráficas (usualmente en la última página) donde el autor presenta a un detective diferente (o ocasionalmente, un villano) de la literatura. Otras referencias de Akechi se pueden ver en la otra serie de Aoyama, Magic Kaito, Así como en el videojuego Persona 5, en el cual el personaje Goro Akechi está directamente basado en él.

### Historias cortas
- El asesinato de la cuesta D (D坂の殺人事件 D-zaka no satsujin jiken?) (enero de 1925; publicada en Los casos del detective Kogoro Akechi)
- La prueba psicológica (心理試験 Shinri Shiken?) (febrero de 1925; publicada en Japanese Tales of Mystery and Imagination)
- La pandilla de la Mano Negra (黒手組 Kurote-gumi?) (marzo de 1925; publicada en Los casos del detective Kogoro Akechi)
- El fantasma (幽霊 Yūrei?) (mayo de 1925; publicada en Los casos del detective Kogoro Akechi)
- El acosador en el ático" (屋根裏の散歩者 Yaneura no Sanposha?) (agosto de 1925; publicada en The Edogawa Rampo Reader)
- El arma asesina (兇器 Kyōki?) (junio de 1954)
- Luna y guantes (月と手袋 Tsuki to Tebukuro?) (abril de 1955)

### Novelas
- Pulgarcito (一寸法師 Issun-bōshi?) (1926; publicada en Los casos del detective Kogoro Akechi)
- El hombre araña (蜘蛛男 Kumo-Otoko?) (1929)
- El borde de la curiosidad-caza (猟奇の果 Ryōki no Hate?) (1930)
- El conjurador (魔術師 Majutsu-shi?) (1930)
- El vampiro (吸血鬼 Kyūketsuki?) (1930; primera aparición de Kobayashi)
- La máscara dorada (黄金仮面 Ōgon-kamen?) (1930)
- Black Lizard (黒蜥蜴 Kuro-tokage?) (1934; publicada en The Black Lizard and Beast in the Shadows)
- El leopardo humano (人間豹 Ningen-Hyō?) (1934)
- La cresta del diablo (悪魔の紋章 Akuma no Monshō?) (1937)
- Estrella negra (暗黒星 Ankoku-sei?) (1939)
- La corona del Infierno (地獄の道化師 Jigoku no Dōkeshi?) (1939)
- El truco del monstruo (化人幻戯 Kenin Gengi?) (1954)
- El hombre de la sombra (影男 Kage-otoko?) (1955)